# Checkpoint Charlie

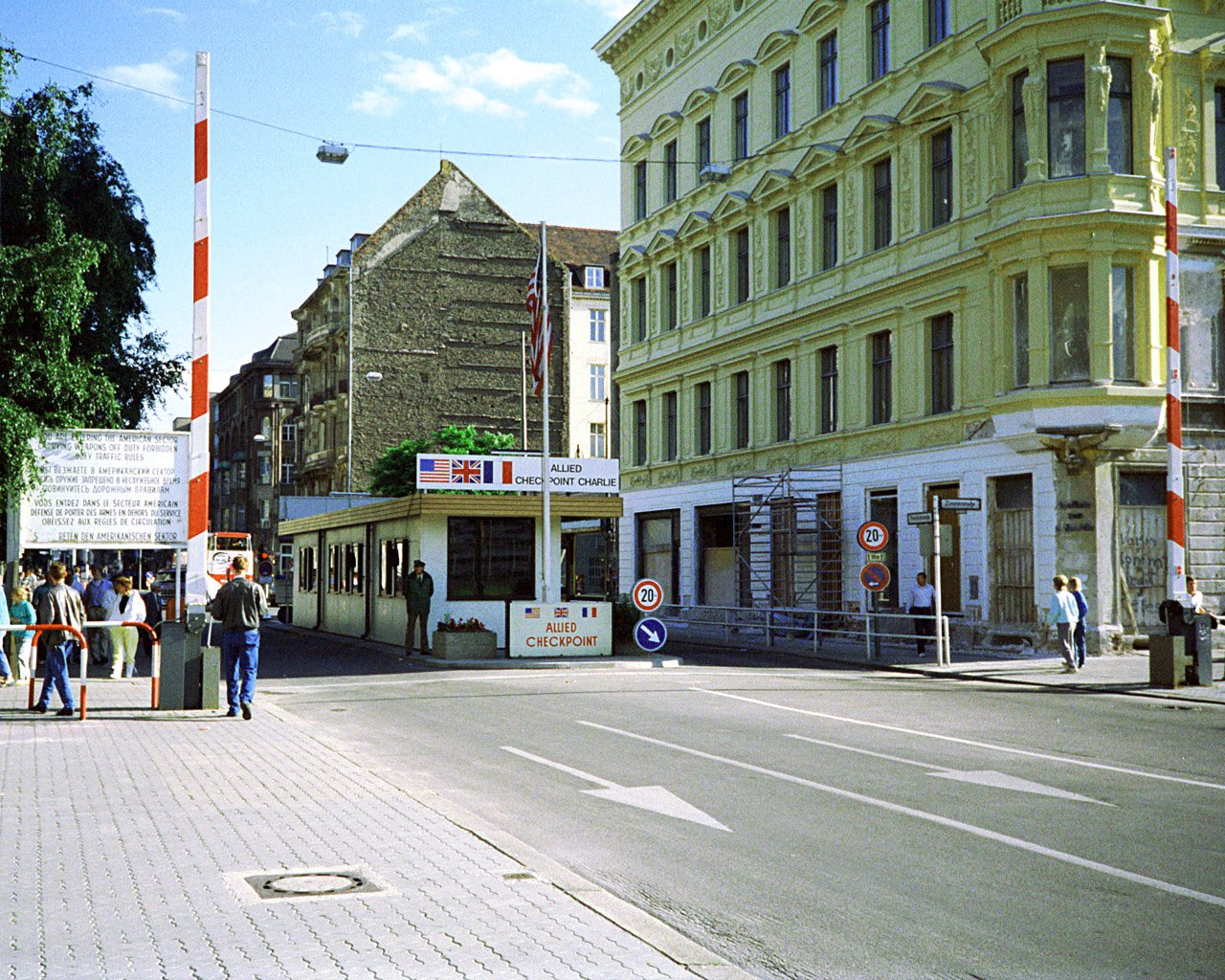
O lado ocidental do Checkpoint Charlie visto pela RDA (DDR) (Junho de 1986).

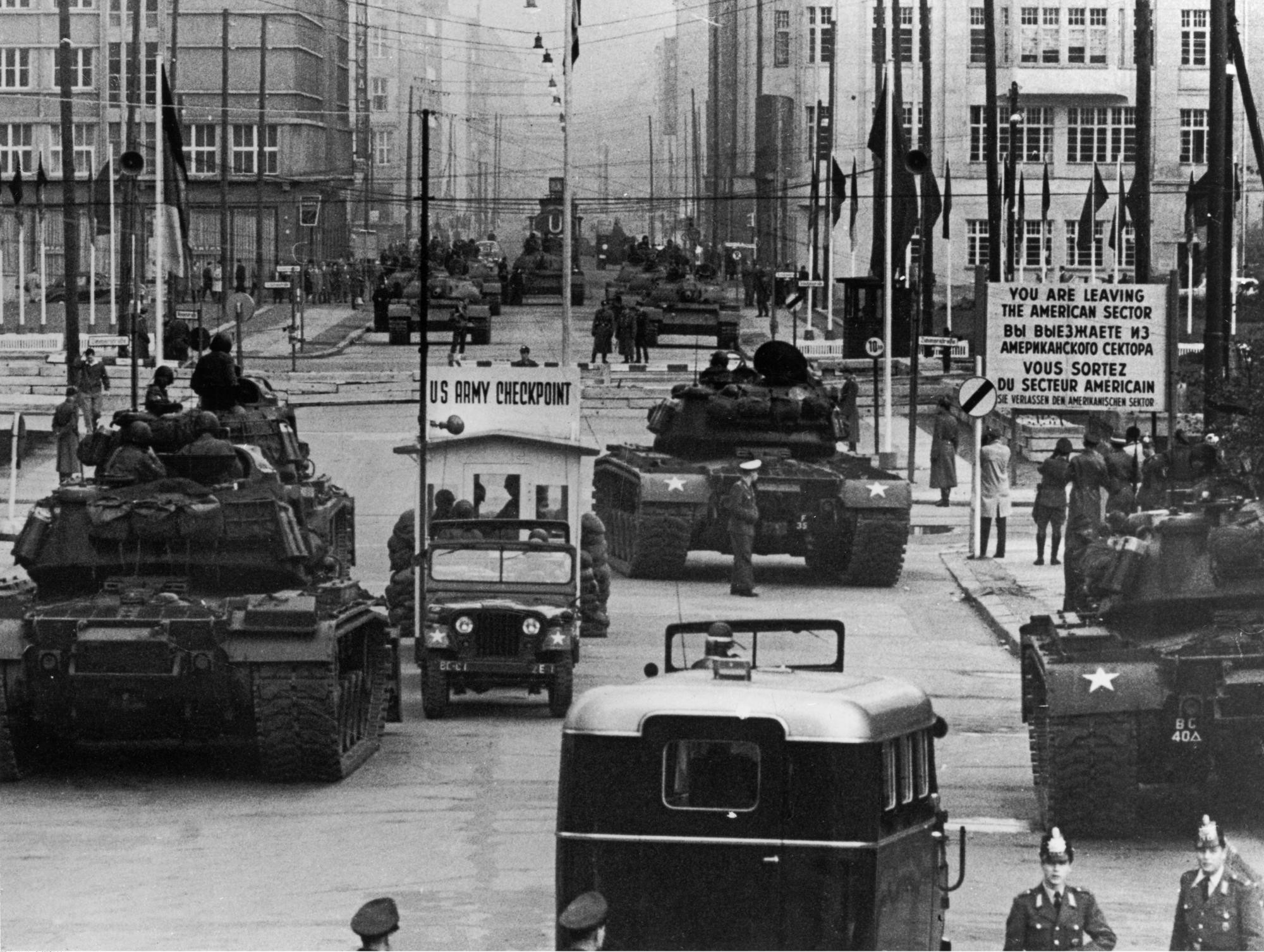
Tanques americanos (parte inferior da imagem) e tanques soviéticos (parte superior da imagem) frente a frente no Checkpoint Charlie durante a crise de outubro de 1961.

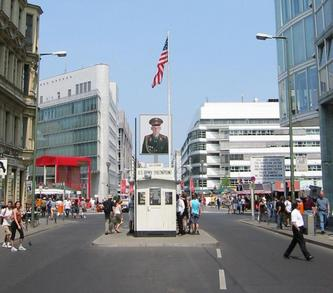
O Checkpoint Charlie como atração turística. Vista pelo que era o setor americano, a cabine ersatz foi decorada com a imagem de um soldado soviético. O lado oposto mostra um soldado americano (Junho de 2003).

Checkpoint Charlie foi um posto militar entre a Alemanha Ocidental e a Alemanha Oriental durante a Guerra Fria. Havia dois outros postos militares localizados na direção ocidental da auto-estrada (Autobahn) onde se localizava o Checkpoint Charlie: o Checkpoint Alpha, em Helmstedt, e o Checkpoint Bravo em Dreilinden, no sudoeste de Wannsee, cada nome indicando uma letra do alfabeto (Alpha a letra A, Bravo a letra B e Charlie a letra C) de acordo com o alfabeto fonético da OTAN.
Havia muitos outros postos militares em Berlim. Alguns foram entregues para moradores da parte ocidental.
O Checkpoint Charlie foi assim denominado pelos Aliados e projetado como um simples posto militar para passagem de estrangeiros e membros das Forças Aliadas na Alemanha Ocidental para a Alemanha Oriental. Os membros das forças Aliadas não tinham permissão para utilizar outra passagem designada para estrangeiros, como a estação de trem Friedrichstraße.  Checkpoint Charlie se localiza entre 2 bares famosos. Os Soviéticos simplesmente o chamavam de Posto de Passagem de Friedrichstraße. [carece de fontes?].  Os Alemães Orientais referiam ao Checkpoint Charlie oficialmente como Grenzübergangsstelle ("Posto de Passagem da Fronteira") Friedrich-/Zimmerstraße.
O Checkpoint Charlie se tornou um símbolo da Guerra Fria, representando a separação do leste e oeste, e — para alguns alemães orientais — uma estrada para a liberdade. É frequentemente exibida em filmes e livros de espiões, como os escritos por John le Carré.
Um famoso café e ponto de observação dos oficiais aliados, forças armadas e outros visitantes, o Cafe Adler ("Cafe Águia"), está situado exatamente no checkpoint. Era um excelente ponto de observação da Berlim Oriental, enquanto se degustava algo para beber ou comer.
O checkpoint era curiosamente assimétrico. Durante seus 27 anos de atividade, a infraestrutura do lado oriental foi expandida, não apenas para incluir o muro, torre de observação e barreiras em ziguezague, mas também várias ruas onde carros e seus ocupantes eram revistados. Entretanto, as autoridades americanas, talvez por não imaginarem que aquela divisão fosse mais do que algo temporário, nunca construiu prédios permanentes, erguendo apenas cabines de madeira, os quais foram substituídos em 1980 por estruturas metálicas (exibidos hoje no Museu Aliado na Berlim Ocidental). Após a reunificação, uma reprodução dessas cabines de madeira foi recolocada no local onde ficava a cabine original.